# Kees Aarts (politicoloog)
Cornelis Wilhelmus Antonia Maria (Kees) Aarts ('s-Hertogenbosch, 24 mei 1959) is een Nederlands politicoloog. Hij is hoogleraar Politieke instituties en gedrag aan de Rijksuniversiteit Groningen  en decaan van de Faculteit Gedrags- en Maatschappijwetenschappen.

## Levensloop
Aarts groeide op in Waddinxveen en bezocht het Coornhert Gymnasium in Gouda. Hij studeerde politicologie  aan de Universiteit van Amsterdam van 1977 tot 1985 en promoveerde in 1990 aan de Universiteit Twente.
Van 1985 tot 2016 werkte Aarts aan de Universiteit Twente, vanaf 2005 als hoogleraar politicologie. Van 2010 tot 2016 was hij tevens wetenschappelijk directeur van het Institute for Innovation and Governance Studies aan deze universiteit. Vanaf 1 augustus 2016 werkt hij aan de Rijksuniversiteit Groningen, waar hij behalve hoogleraar Politieke instituties en gedrag, ook decaan is van de Faculteit Gedrags- en Maatschappijwetenschappen.
Aarts is sinds 2011 lid van de Koninklijke Nederlandse Akademie van Wetenschappen (KNAW), en sinds 2015 lid van de Koninklijke Hollandsche Maatschappij der Wetenschappen (KHMW).

## Werk
De onderzoeksinteresse van Aarts als politicoloog ligt op een breed gebied van de democratie, verkiezingen en kiesgedrag, politieke systemen, en publieke opinie tot onderzoeksmethoden om deze in kaart te brengen. Zo volgt hij politieke ontwikkeling en de politieke interesse van allerlei doelgroepen op de voet, en beziet de interactie tussen burger en politiek. 
Een van Aarts opvattingen is, dat de veelbesproken kloof tussen burger en politiek meer lijkt dan het is. Zo stelde hij in 2006, dat "er is natuurlijk altijd een kloof tussen de politieke elite en het volk. Die is echt niet groter dan vroeger. De grote verandering is dat de traditionele partijen de regie kwijt zijn. Het zijn steeds vaker de burgers die bepalen wat op de politieke agenda komt. Daar moeten politieke partijen aan wennen.."
In de publicatie De 10 grootste problemen van Nederland. Bijdragen van 75 sociale wetenschappers, stelde Aarts (2011), dat dit volgens hem schuilt in de politieke sturing. Zo stelde hij: 
Het grootste sociale vraagstuk van deze tijd in Nederland is niet nieuw, niet typisch Nederlands, en het raakt vrijwel alle facetten van de samenleving in plaats van een specifieke sector. Het is de spanning tussen politieke sturing en economische ontwikkeling.
Het spanningsveld tussen politieke sturing en economische ontwikkeling is van groot belang om het maatschappelijk leven op koers te houden. In moderne liberale democratieën is dit volgens Aarts echter steeds moeilijker geworden.

## Publicaties, een selectie
- Bodemverontreiniging en collectieve actie. Proefschrift Universiteit Twente, 1990.
- Politieke veranderingen in Nederland 1971-1998: kiezers en de smalle marges van de politiek. Met Jacques Thomassen en Henk van der Kolk (red.). Den Haag : Sdu Uitgevers, 2000.
- Dwarse kiezers. Inaugurele rede Universiteit Twente, 2005.
- Nederlanders en Europa : het referendum over de Europese grondwet. Met Henk van der Kolk (red.). Amsterdam : Bert Bakker, 2005.
- Een verdeeld electoraat : de Tweede Kamerverkiezingen van 2006. Met Henk van der Kolk & Martin Rosema (red.). Utrecht : Spectrum, 2007.
- Rumoer: Nederlandse kiezers en politiek 1998-2012. Met Jean Tillie, Henk van der Kolk, Joop van Holsteyn. Amsterdam: AUP, 2016.